# Штудент, Иоганн-Кристоф
Ио́ганн-Кри́стоф Шту́дент (нем. Johann-Christoph Student, также Christoph Student, 1942, Гнезно, Польша) — немецкий врач, профессор, специалист паллиативной медицины и психотерапевт. Является одним из основателей хосписного движения и паллиативной медицины в Германии, разработал теоретические и практические основы работы хосписов.

## Биография
Иоганн-Кристоф Штудент родился в 1942 году в городе Гнезно, Польша.
В 1962—1963 годах изучал протестантское богословие, философию и филологию в Гёттингене и Бонне. В 1965—1971 годах учился на медицинском факультете Гёттингенского университета, в 1971 году сдал государственный медицинский экзамен, в 1972 году получил степень доктора медицины (Dr. med.). Женился в 1973 году.
В 1978 году получил специальность «Детская и подростковая психиатрия и психотерапия» в Гёттингенском университете, в 1978—1980 годах работал старшим врачом отделения детской и подростковой психиатрии в больнице Святого Йозефа, Хертен.
В 1984 году основал в Ганновере первую амбулаторную хоспис-службу, которая занималась уходом за тяжелобольными людьми, доживающими свои последние дни дома. Многие коллеги тогда избегали его, будто тема смерти была «заразной», а в нападках на него утверждали: говорить на тему смерти публично — неприлично. «Это не будет работать», «Мы не найдём волонтёров», «Кто хочет умереть дома? Это бесчеловечно, ожидать, что люди умрут дома», — такие слова слышал в то время Кристоф Штудент.
В 1986—1992 годах Кристоф Штудент занимался созданием и развитием группы самопомощи родителей-сирот в Ганновере.
В 1986 году в Ахене открылся первый в Германии стационарный хоспис.
С 1980 по 1997 год Кристоф Штудент преподавал в протестантских университетах прикладных наук в Ганновере и Фрайбурге-им-Брайсгау социальную медицину, психиатрию и танатологию.
С 1997 года и до выхода на пенсию в 2006 году был руководителем Штутгартского хосписа, который за время своей работы превратил в одно из самых известных немецких хосписных и паллиативных учреждений.
С 2006 года — руководитель Немецкого института паллиативной помощи (DIfPC). Считается одним из самых выдающихся немецких учеников исследовательницы смерти, американского психолога Элизабет Кюблер-Росс.
В 2006 году Гейдельбергский университет присудил Иогану-Кристофу Штуденту звание почётного доктора (Dr. h.c.) за его большой вклад в создание хосписного движения и реформирование системы паллиативной медицины в Германии с начала 1980-х годов.
С 2008 года ведёт частную практику во Фрайбурге-им-Брайсгау.
В 2013 году в Германии насчитывалось уже почти 200 хосписов. В основном, это небольшие дома, рассчитанные на 8—12 кроватей. Пребывание в этих домах для пациентов бесплатно. Кассы медицинского страхования и страховка покрывают 90 % стоимости ухода. Остальные 10 % финансируются за счет пожертвований. Также в Германии есть более 230 станций паллиативной медицины в больницах, целью которых является стабилизировать состояние людей и отправить их домой.
Кристоф Штудент, долгие годы находящийся рядом с сотнями умирающих людей, сказал, что даже сейчас не окончательно потерял страх перед смертью. Рассуждая о перспективе собственной смерти, психотерапевт говорит, что самое важное, чтобы рядом находились люди, которые могли бы его выдержать.

## Членство в профессиональных обществах
- действительный член Немецкого общества детской и подростковой психиатрии, психосоматики и психотерапии;
- действительный член Академии медицинской этики;
- член Попечительского совета Федерального фонда Детских хосписов;
- действительный член Немецкого общества паллиативной медицины;
- действительный член Европейской ассоциации паллиативной помощи[2].

## Публикации
- Johann-Christoph Student (Hrsg.): Das Recht auf den eigenen Tod. 2. Auflage. Patmos, Düsseldorf 1996, ISBN 3-491-72293-4.
- Johann-Christoph Student (Hrsg.): Das Hospiz-Buch. 4. erweiterte Auflage. Lambertus Verlag, Freiburg (Breisgau) 1999, ISBN 3-7841-1110-6.
- Johann-Christoph Student (Hrsg.): Im Himmel welken keine Blumen. Kinder begegnen dem Tod. Überarbeitete Neuausgabe. 6. Auflage. Verlag Herder, Freiburg (Breisgau) u. a. 2005, ISBN 3-451-05569-4, (Herder-Spektrum 5569).
- Johann-Christoph Student, Albert Mühlum, Ute Student: Soziale Arbeit in Hospiz und Palliative Care. 2. überarbeitete Auflage. Ernst Reinhardt UTB, München u. a. 2007, ISBN 978-3-497-01950-2, (Soziale Arbeit im Gesundheitswesen 4), (UTB — Soziale Arbeit, Gesundheitswissenschaft 2547).
- Johann-Christoph Student (Hrsg.): Sterben, Tod und Trauer — Handbuch für Begleitende. Herder. 3. Auflage. Herder, Freiburg (Breisgau) u. a. 2008, ISBN 978-3-451-28343-7.
- Johann-Christoph Student, Annedore Napiwotzky (Hrsg.): Was braucht der Mensch am Lebensende? Ethisches Handeln und medizinische Machbarkeit. Kreuz Verlag, Stuttgart 2007, ISBN 978-3-7831-2880-2.
- Thomas Klie, Johann-Christoph Student: Sterben in Würde. Auswege aus dem Dilemma der Sterbehilfe. Herder, Freiburg (Breisgau) u. a. 2007, ISBN 978-3-451-29657-4. — Das Buch hier kostenlos herunterladen.
- Thomas Klie, Johann-Christoph Student: Patientenverfügung: So gibt sie Ihnen Sicherheit. Kreuz Verlag, Freiburg (Breisgau) 2011, ISBN 978-3-451-61067-7.
- Johann-Christoph Student, Annedore Napiwotzky: Palliative Care. Wahrnehmen — verstehen — schützen. 2. überarbeitete und erweiterte Auflage, Thieme, Stuttgart u. a. 2011, ISBN 3-13-142942-9, (Pflegepraxis).
- Gibt es ein Sterben ohne Angst? In: Elisabeth Kübler-Ross: Interviews mit Sterbenden. Herder, Freiburg im Breisgau 2018, ISBN 978-3-451-61314-2, S. 9-27.

## Семья
- Жена — Уте Штудент (Ute Student), педиатр, натуропат[6].
- Трое детей (маленькая дочь умерла от редкой инфекционной болезни в 1980 году[1]). Дочь — Катрин Штудент (Katrin Student), социальный работник и социальный педагог; окончила Ганноверский университет прикладных наук в 2007 году[7].